# John Bardeen
John Bardeen (23. května 1908 – 30. ledna 1991) byl americký fyzik a elektrotechnik. Jedná se o jedinou osobu, která získala dvě Nobelovy ceny za fyziku: v roce 1956 za objev tranzistoru, spolu s Williamem Bradfordem Shockleyem a Walterem Brattainem, a v roce 1972 za základní teorii konvenční supravodivosti spolu s Leonem Neilem Cooperem a Johnem Robertem Schriefferem, tato teorie se nyní nazývá „BCS“ teorie.

## Mládí
John Bardeen se narodil v Madisonu ve Wisconsinu Charlesovi a Althee Bardeenovi. Charles byl profesor anatomie na University of Wisconsin-Madison a pomohl zde založit lékařskou školu. Althee, před tím než se provdala, učila na Dewey Laboratory School a vedla obchod s vnitřním dekorem; po provdání byla aktivní postavou ve světovém umění.
Bardeenův talent pro matematiku se brzy projevil. Bardeen ukončil střední školu v patnácti letech, ač ji mohl ukončit o několik let dříve. Jeho ukončení studia bylo odloženo díky tomu, že si vzal další kursy na další střední škole a také částečně kvůli matčině úmrtí.
V roce 1923 vstoupil na univerzitu ve Wisconsinu, kde v roce 1928 získal bakalářský a magisterský titul elektroinženýra. Jeho vedoucími v matematice byli Warren Weaver a Edward Van Vleck. Jeho hlavní vedoucím na fyziku byl John Hasbrouck van Vleck, ale Bardeen byl také hodně ovlivněn hostujícími profesory jako Paulem Diracem, Wernerem Heisenbergem a Arnoldem Sommerfeldem. Bardeen zůstal po studiích nějakou dobu ve Wisconsinu, ale nakonec získal místo v Gulf Research Laboratories, výzkumném oddělení Gulf Oil Company, se sídlem v Pittsburghu. Po třech letech ztratil o tuto práci zájem a byl přijat do doktorského studiu v oboru matematika na Princeton University.
Bardeen studoval matematiku i fyziku jako postgraduální student. Jeho závěrečná práce se týkala fyziky pevných látek, jeho vedoucím byl laureát Nobelovy ceny Eugene Wigner. Titul Ph.D. získal v roce 1936. Kvůli otcově smrti v roce 1935, nedokončil Bardeen svou doktorskou práci dříve, než šel jako postdoktorand na Harvardovu univerzitu a musel zde studium během prvního semestru ukončit.
Během studií na Princetonu zde poznal Jane Maxwellovou, se kterou se před skončením studií oženil.

## Pozdější život a kariéra

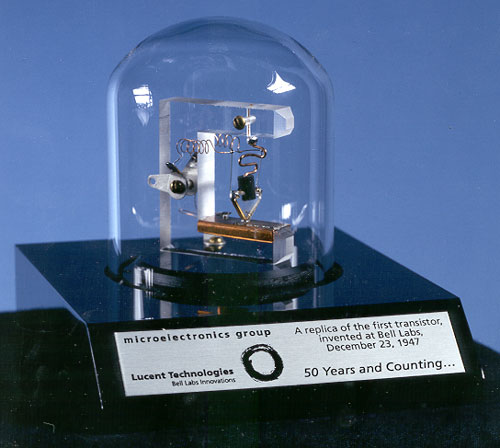
Replika prvního tranzistoru v Bellových laboratořích.

Na sklonku roku 1938 začal Bardeen pracovat jako odborný asistent na University of Minnesota. Během 2. světové války pracoval jako fyzik u Naval Ordnance Laboratory ve Washingtonu, D. C. Zde zůstal asi 4 roky. V roce 1943 byl pozván k účasti na Projektu Manhattan, ale odmítl. Za svou službu v Naval Ordnance Laboratory obdržel Meritorious Civilian Service Award.
Po skončení druhé světové války se Bardeen pokusil vrátit do výzkumu, ale univerzita v Minnesotě si neuvědomila význam v té době mladého vědního oboru fyzika pevných látek. Proto Bardeen přijal výhodnou nabídku z Bellových laboratoří, které právě uvedly do provozu oddělení týkající se výzkumu pevných látek.
V říjnu 1945 začal John Bardeen pracovat pro Bellovy laboratoře a přestěhoval se se svou rodinou do Summit v New Jersey. Navázal přátelství s Walterem Brattainem, se kterým se setkal přes jeho bratra, který též studoval na Princetonské univerzitě. 23. prosince 1947 Bardeen, Brattain a William Shockley (Bardeenův vedoucí) sestrojili tranzistor, za jehož objev získali v roce 1956 Nobelovu cenu za fyziku.

## Návrat na univerzitu

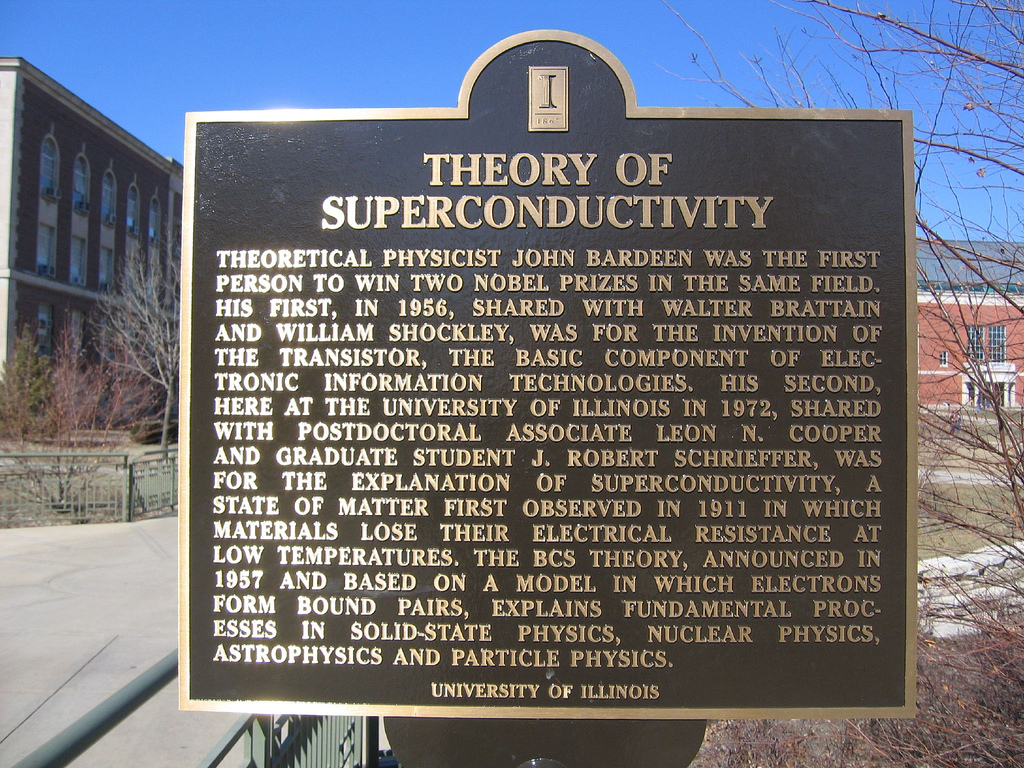
Pamětní deska v areálu University of Illinois at Urbana-Champaign připomínající Bardeena a teorii supravodivosti.

V roce 1951 získal Bardeen zaměstnání na fakultě inženýrství University of Illinois v Urbana-Champaign. Jeho prvním studentem doktorandství byl Nick Holonyak, vynálezce světelné diody z roku 1962. Bardeen pracoval společně s Leonem Cooperem a Robertem Schriefferem na vytvoření teorie supravodivosti – tzv. „BCS“ teorie, která je po nich pojmenována. Za tuto práci byli v roce 1972 odměněni Nobelovou cenou za fyziku. Toto byla Bardeenova druhá Nobelova cena (dvě Nobelovy ceny ve stejném oboru získali ještě Frederick Sanger a Karl Barry Sharpless, v různých oborech pak ještě Marie Curie-Skłodowská a Linus Pauling).
Obdržel také IEEE Medal of Honor v roce 1971 za „své pronikavé příspění k porozumění vodivosti pevných látek, za vynález tranzistoru, za teorii supravodivosti.“ („his profound contributions to the understanding of the conductivity of solids, to the invention of the transistor, and to the microscopic theory of superconductivity“)
Bardeen byl muž s velmi skromnou osobností. Na jeho památku bylo čtvercové nádvoří na University of Illinois at Urbana-Champaign pojmenováno Bardeen Quad (Bardeenovo nádvoří).
John Bardeen zemřel na infarkt 30. ledna 1991 v Bostonu v Massachusetts.